# Salta (provins)
 For alternative betydninger, se Salta. (Se også artikler, som begynder med Salta)
Provinsen Salta (spansk: Provincia de Salta) er en provins i det nordvestlige Argentina. Salta dækker et areal på 155.488 km2
og har en befolkning på 1.441.351 (2022) indbyggere.
Provinshovedstaden hedder Salta. Naboprovinserne er Jujuy, Formosa, Chaco, Santiago del Estero, Tucumán og Catamarca. Desuden grænser provinsen til Bolivia, Paraguay og Chile.